# 西特倫頓 (新澤西州)
西特倫頓（英語：West Trenton）是位於美國新澤西州默瑟縣的非建制地區。

## 歷史
西特倫頓的郵局自1925年營運至今。

## 地理
西特倫頓所處的海拔為高於海平面50米（即164英呎），而該地所採用的時區為UTC-5，即北美东部时区（EST）。同時該地設有夏令時間，為UTC-5調快一小時，即UTC-4（EDT）。